# Хунан
Хунан (на мандарински:湖南省; пинин: Húnán) e провинция в югоизточната част на Китай. Административен център и най-голям град в провинцията е град Чанша.